# Еноксімон
Еноксімон (INN: Enoximone) — інгібітор фосфодіестерази типу 3.